# San Antonio (departamento de Jujuy)
San Antonio é um departamento da Argentina, localizado na província de Jujuy.